# Sea-Eye 4
Die Sea Eye 4 ist ein Offshore-Versorgungsschiff, das als Seenotrettungsschiff eingesetzt wird. Die Organisation Sea-Eye verlegte das Schiff 2021 zur Flüchtlingsrettung ins Mittelmeer.

## Geschichte
Das Schiff wurde unter der Baunummer 296 auf der Scheepswerf Pattje in Waterhuizen, Niederlande, für die norwegische Reederei Norway Supply Ships in Stavanger als Offshore-Versorger gebaut. Es kam als West Eagle in Fahrt. 1981 wurde das Schiff nach Panama verkauft und in Springfield umbenannt. 1982 ging das Schiff an die niederländische Reederei Vroon, die es in Oil Express umbenannte. 2011 kaufte Eagle Shipping das Schiff und nannte es in ESL Express um. Im folgenden Jahr ging das Schiff an Wind Express Shipping. Neuer Name wurde Wind Express.
Im Oktober 2020 wurde das Schiff erneut verkauft und von der Organisation Sea-Eye zum Seenotrettungsschiff zur Aufnahme von Bootsflüchtlingen umgerüstet. Dabei wurden unter anderem eine Krankenstation und zwei Einsatzboote, die über Kräne gewassert werden können, nachgerüstet. United4Rescue hatte für den Kauf des Schiffes eine Spendenkampagne auf der Seite wirschickennocheinschiff.de gestartet. In dem Bündnis schlossen sich mehr als 660 große und kleine Organisationen, Initiativen, Unternehmen, Vereine und Stiftungen aus unterschiedlichen gesellschaftlichen Bereichen zusammen. Unter anderem wird das Bündnis getragen vom Deutschen Gewerkschaftsbund (DGB), World Vision Deutschland, dem Koordinierungsrat der Muslime und der Evangelischen Kirche in Deutschland. Die Kosten für den Kauf und den Umbau des Schiffes sowie die Überführung ins Mittelmeer beliefen sich auf rund eine Million Euro.
Mit dem in Sea-Eye 4 umbenannten Schiff löste die Organisation das deutlich kleinere Rettungsschiff Alan Kurdi ab. Es nahm am 8. Mai 2021 vom spanischen Hafen in Burriana seinen Einsatz zur Bergung von in Not geratenen Migranten im Mittelmeer auf. Die Mission wird von United4Rescue (Bündnis für die zivile Seenotrettung) und der Hilfsorganisation German Doctors unterstützt.
Ende Juni 2022 erlaubten die italienischen Behörden der Sea-Eye 4 mehr als 470 in mehreren Einsätzen im Mittelmeer aufgenommene Personen in den Hafen von Messina auf Sizilien zu bringen.
Mitte 2023 finanzierte United4Rescue den Einsatz der Sea-Eye 4 mit 200.000 Euro, um den Einsatz des Schiffes nach Angaben der Betreiber für den Rest des Jahres zu sichern.
Anfang Juni 2023 wurde die Sea-Eyee 4 nach Angaben der italienischen Küstenwache festgesetzt, weil sie nach der Rettung von 17 Personen von einem zweiten in Seenot befindlichen Boot 32 Menschen gerettet hatte, ehe sie den ihr zugewiesenen 1.200 km entfernten Hafen Ortona angelaufen habe. Das verstieß gegen das italienische Gesetz vom Februar 2023, das die zivile Seenotrettung einschränken soll. So wurde das Schiff im Anschluss für 20 Tage festgesetzt. Im August wurde das Schiff in Salerno erneut festgesetzt, nachdem von der Sea-Eye 4 bei drei verschiedenen Einsätzen 114 Menschen geborgen worden waren.